# Liste der Bodendenkmäler in Rohr in Niederbayern
Auf dieser Seite sind die Bodendenkmäler in dem niederbayerischen Markt Rohr in Niederbayern zusammengestellt. Diese Tabelle ist eine Teilliste der Liste der Bodendenkmäler in Bayern. Grundlage ist die Bayerische Denkmalliste, die auf Basis des Bayerischen Denkmalschutzgesetzes vom 1. Oktober 1973 erstmals erstellt wurde und seither durch das Bayerische Landesamt für Denkmalpflege geführt wird. Die folgenden Angaben ersetzen nicht die rechtsverbindliche Auskunft der Denkmalschutzbehörde.

## Bodendenkmäler in Rohr in Niederbayern

### Bodendenkmäler im Ortsteil Bachl
| Lage             | Objekt                                                          | Akten-Nr.     | Bild |
| ---------------- | --------------------------------------------------------------- | ------------- | ---- |
| Bachl (Standort) | Siedlung vor- und frühgeschichtlicher Zeitstellung.             | D-2-7137-0128 |      |
| Bachl (Standort) | Siedlung vor- und frühgeschichtlicher Zeitstellung.             | D-2-7137-0130 |      |
| Bachl (Standort) | Siedlung bzw. Gräber vor- und frühgeschichtlicher Zeitstellung. | D-2-7137-0336 |      |
| Bachl (Standort) | Siedlung vor- und frühgeschichtlicher Zeitstellung.             | D-2-7137-0338 |      |

### Bodendenkmäler im Ortsteil Großmuß
| Lage               | Objekt                     | Akten-Nr.     | Bild |
| ------------------ | -------------------------- | ------------- | ---- |
| Großmuß (Standort) | Siedlung des Neolithikums. | D-2-7137-0076 |      |

### Bodendenkmäler im Ortsteil Helchenbach
| Lage                   | Objekt                                                               | Akten-Nr.     | Bild                    |
| ---------------------- | -------------------------------------------------------------------- | ------------- | ----------------------- |
| Helchenbach (Standort) | Verebnete Grabhügel vorgeschichtlicher Zeitstellung.                 | D-2-7137-0132 |                         |
| Helchenbach (Standort) | Siedlung vor- und frühgeschichtlicher Zeitstellung.                  | D-2-7137-0281 |                         |
| Helchenbach (Standort) | Grabhügel vorgeschichtlicher Zeitstellung.                           | D-2-7138-0130 |                         |
| Helchenbach (Standort) | Grabhügel vorgeschichtlicher Zeitstellung.                           | D-2-7237-0032 |                         |
| Helchenbach (Standort) | Burgstall des Mittelalters.                                          | D-2-7237-0033 | Burgstall D-2-7237-0033 |
| Helchenbach (Standort) | Siedlung der mittleren Bronzezeit.                                   | D-2-7237-0034 |                         |
| Helchenbach (Standort) | Siedlung der Bronzezeit.                                             | D-2-7237-0035 |                         |
| Helchenbach (Standort) | Siedlung der Bronzezeit sowie des frühen und hohen Mittelalters.     | D-2-7237-0036 |                         |
| Helchenbach (Standort) | Siedlung des Neolithikums, der Bronzezeit und der späten Latènezeit. | D-2-7237-0037 |                         |
| Helchenbach (Standort) | Siedlung des Neolithikums und der Bronzezeit.                        | D-2-7237-0038 |                         |
| Helchenbach (Standort) | Siedlung vor- und frühgeschichtlicher Zeitstellung.                  | D-2-7237-0039 |                         |
| Helchenbach (Standort) | Verebnetes Grabenwerk vor- und frühgeschichtlicher Zeitstellung.     | D-2-7237-0040 |                         |
| Helchenbach (Standort) | Mittelalterliche bzw. neuzeitliche Hofwüstung „Untermondsberg“.      | D-2-7237-0280 |                         |

### Bodendenkmäler im Ortsteil Laaberberg
| Lage                  | Objekt | Akten-Nr.     | Bild |
| --------------------- | --- | ------------- | ---- |
| Laaberberg (Standort) | Siedlung der Linear- und Stichbandkeramik sowie der Oberlauterbacher und der Münchshöfener Gruppe.                                                                                              | D-2-7237-0041 |      |
| Laaberberg (Standort) | Siedlung vor- und frühgeschichtlicher Zeitstellung. | D-2-7237-0042 |      |
| Laaberberg (Standort) | Siedlung des Neolithikums, unter anderem der Linearbandkeramik und des Spätneolithikums. | D-2-7237-0052 |      |
| Laaberberg (Standort) | Siedlung allgemein vorgeschichtlicher und neolithischer Zeitstellung, unter anderem der Altheimer Gruppe.                                                                                       | D-2-7238-0036 |      |
| Laaberberg (Standort) | Siedlung der Altheimer Gruppe. | D-2-7238-0037 |      |
| Laaberberg (Standort) | Siedlung vor- und frühgeschichtlicher Zeitstellung. | D-2-7238-0039 |      |
| Laaberberg (Standort) | Siedlung vor- und frühgeschichtlicher Zeitstellung. | D-2-7238-0040 |      |
| Laaberberg (Standort) | Siedlung vor- und frühgeschichtlicher Zeitstellung. | D-2-7238-0041 |      |
| Laaberberg (Standort) | Verebnete Grabhügel vorgeschichtlicher Zeitstellung. | D-2-7238-0042 |      |
| Laaberberg (Standort) | Siedlung vor- und frühgeschichtlicher Zeitstellung. | D-2-7238-0043 |      |
| Laaberberg (Standort) | Siedlung vor- und frühgeschichtlicher Zeitstellung. | D-2-7238-0044 |      |
| Laaberberg (Standort) | Siedlung vor- und frühgeschichtlicher Zeitstellung. | D-2-7238-0045 |      |
| Laaberberg (Standort) | Siedlung vor- und frühgeschichtlicher Zeitstellung. | D-2-7238-0046 |      |
| Laaberberg (Standort) | Siedlung vor- und frühgeschichtlicher Zeitstellung. | D-2-7238-0047 |      |
| Laaberberg (Standort) | Siedlung vor- und frühgeschichtlicher Zeitstellung. | D-2-7238-0048 |      |
| Laaberberg (Standort) | Siedlung vor- und frühgeschichtlicher Zeitstellung. | D-2-7238-0074 |      |
| Laaberberg (Standort) | Verebnete Grabhügel vorgeschichtlicher Zeitstellung sowie Siedlung und verebnetes Grabenwerk vor- und frühgeschichtlicher Zeitstellung.                                                         | D-2-7238-0075 |      |
| Laaberberg (Standort) | Siedlung und verebnetes viereckiges Grabenwerk vor- und frühgeschichtlicher Zeitstellung. | D-2-7238-0076 |      |
| Laaberberg (Standort) | Verebnete Grabhügel vorgeschichtlicher Zeitstellung und Siedlung vor- und frühgeschichtlicher Zeitstellung.                                                                                     | D-2-7238-0151 |      |
| Laaberberg (Standort) | Untertägige mittelalterliche und frühneuzeitliche Befunde im Bereich der Katholischen Filialkirche St. Stephan in Laaber, darunter die Spuren von Vorgängerbauten bzw. älteren Bauphasen.       | D-2-7238-0247 |      |
| Laaberberg (Standort) | Untertägige mittelalterliche und frühneuzeitliche Befunde im Bereich der Katholischen Pfarrkirche Mariä Opferung in Laaberberg, darunter die Spuren von Vorgängerbauten bzw. älteren Bauphasen. | D-2-7238-0249 |      |

### Bodendenkmäler im Ortsteil Obereulenbach
| Lage                     | Objekt | Akten-Nr.     | Bild |
| ------------------------ | --- | ------------- | ---- |
| Obereulenbach (Standort) | Grabhügel vorgeschichtlicher Zeitstellung. | D-2-7237-0043 |      |
| Obereulenbach (Standort) | Grabhügel vorgeschichtlicher Zeitstellung. | D-2-7237-0044 |      |
| Obereulenbach (Standort) | Siedlung des Neolithikums, unter anderem der Münchshöfener Gruppe, sowie der frühen Bronzezeit.                                                                                              | D-2-7237-0045 |      |
| Obereulenbach (Standort) | Siedlung vor- und frühgeschichtlicher Zeitstellung. | D-2-7237-0046 |      |
| Obereulenbach (Standort) | Verebnetes viereckiges Grabenwerk vor- und frühgeschichtlicher Zeitstellung (Viereckschanze der späten Latènezeit).                                                                          | D-2-7237-0047 |      |
| Obereulenbach (Standort) | Verebnetes viereckiges Grabenwerk vor- und frühgeschichtlicher Zeitstellung (Viereckschanze der späten Latènezeit).                                                                          | D-2-7237-0048 |      |
| Obereulenbach (Standort) | Siedlung vor- und frühgeschichtlicher Zeitstellung. | D-2-7237-0049 |      |
| Obereulenbach (Standort) | Siedlung vor- und frühgeschichtlicher Zeitstellung. | D-2-7237-0050 |      |
| Obereulenbach (Standort) | Siedlung vor- und frühgeschichtlicher Zeitstellung. | D-2-7237-0051 |      |
| Obereulenbach (Standort) | Siedlung des Neolithikums, unter anderem des Spät- bzw. Jungneolithikums. | D-2-7237-0201 |      |
| Obereulenbach (Standort) | Untertägige mittelalterliche und frühneuzeitliche Befunde im Bereich der Katholischen Kirche St. Ägidius in Oberbuch, darunter die Spuren von Vorgängerbauten bzw. älteren Bauphasen.        | D-2-7237-0287 |      |
| Obereulenbach (Standort) | Untertägige mittelalterliche und frühneuzeitliche Befunde im Bereich der Katholischen Kirche St. Sebastian in Obereulenbach, darunter die Spuren von Vorgängerbauten bzw. älteren Bauphasen. | D-2-7237-0291 |      |

### Bodendenkmäler im Ortsteil Rohr i.NB
| Lage                 | Objekt | Akten-Nr.     | Bild |
| -------------------- | --- | ------------- | ---- |
| Rohr i.NB (Standort) | Mittelalterlicher Friedhof. | D-2-7237-0053 |      |
| Rohr i.NB (Standort) | Siedlung vor- und frühgeschichtlicher Zeitstellung. | D-2-7237-0054 |      |
| Rohr i.NB (Standort) | Siedlung vor- und frühgeschichtlicher Zeitstellung. | D-2-7237-0055 |      |
| Rohr i.NB (Standort) | Siedlung vor- und frühgeschichtlicher Zeitstellung. | D-2-7237-0056 |      |
| Rohr i.NB (Standort) | Siedlung vor- und frühgeschichtlicher Zeitstellung. | D-2-7237-0058 |      |
| Rohr i.NB (Standort) | Siedlung des Neolithikums unter anderem der Linearbandkeramik und des Spätneolithikums. | D-2-7237-0060 |      |
| Rohr i.NB (Standort) | Siedlung des Neolithikums. | D-2-7237-0061 |      |
| Rohr i.NB (Standort) | Siedlung vor- und frühgeschichtlicher Zeitstellung. | D-2-7237-0062 |      |
| Rohr i.NB (Standort) | Siedlung vor- und frühgeschichtlicher Zeitstellung. | D-2-7237-0063 |      |
| Rohr i.NB (Standort) | Verebneter Grabhügel vorgeschichtlicher Zeitstellung. | D-2-7237-0064 |      |
| Rohr i.NB (Standort) | Körpergräber des frühen Mittelalters. | D-2-7237-0140 |      |
| Rohr i.NB (Standort) | Untertägige mittelalterliche und frühneuzeitliche Befunde im Bereich des Klosters und der Katholischen Pfarr- und Klosterkirche Mariä Himmelfahrt sowie der Friedhofskapelle in Rohr, darunter die Spuren von Vorgängerbauten bzw. älteren Bauphasen sowie die Spuren der abgegangenen Heiliggeistkapelle. | D-2-7237-0142 |      |
| Rohr i.NB (Standort) | Untertägige frühneuzeitliche Befunde im Bereich der Lorettokapelle Unsere Liebe Frau und der zugehörigen Klause. | D-2-7237-0297 |      |
| Rohr i.NB (Standort) | Siedlung des Endneolithikums bzw. der frühen Bronzezeit sowie der frühen Neuzeit. | D-2-7237-0299 |      |

### Bodendenkmäler im Ortsteil Sallingberg
| Lage                   | Objekt | Akten-Nr.     | Bild |
| ---------------------- | --- | ------------- | ---- |
| Sallingberg (Standort) | Grabhügel vorgeschichtlicher Zeitstellung. | D-2-7237-0065 |      |
| Sallingberg (Standort) | Verebnetes Grabenwerk vor- und frühgeschichtlicher Zeitstellung. | D-2-7237-0066 |      |
| Sallingberg (Standort) | Untertägige mittelalterliche und frühneuzeitliche Befunde im Bereich der abgegangenen Kirche in Ursbach.                                                                                       | D-2-7237-0270 |      |
| Sallingberg (Standort) | Untertägige mittelalterliche und frühneuzeitliche Befunde im Bereich der Katholischen Filialkirche St. Michael in Sallingberg, darunter die Spuren von Vorgängerbauten bzw. älteren Bauphasen. | D-2-7237-0272 |      |